# Anna Behlmer
Anna Behlmer é uma sonoplasta estadunidense. Foi indicada ao Oscar de melhor mixagem de som em dez ocasiões por seu trabalho audiovisual como engenheira de som, sendo também a primeira mulher a receber uma nomeação nessa categoria.

## Prêmios e indicações
- Indicada: Oscar de melhor mixagem de som — Braveheart (1995)
- Indicada: Oscar de melhor mixagem de som — Evita (1996)
- Indicada: Oscar de melhor mixagem de som — L.A. Confidential (1997)
- Indicada: Oscar de melhor mixagem de som — The Thin Red Line (1998)
- Indicada: Oscar de melhor mixagem de som — Moulin Rouge! (2001)
- Indicada: Oscar de melhor mixagem de som — Seabiscuit (2003)
- Indicada: Oscar de melhor mixagem de som — The Last Samurai (2003)
- Indicada: Oscar de melhor mixagem de som — War of the Worlds (2005)
- Indicada: Oscar de melhor mixagem de som — Blood Diamond (2006)
- Indicada: Oscar de melhor mixagem de som — Star Trek (2009)